# Teatro Apolo (Recife)
Teatro Apolo, atualmente denominado Cine-Teatro Apolo, é o teatro mais antigo da cidade do Recife, Pernambuco, Brasil.